# L'amica (film 1920)
L'amica è un film del 1920 diretto da Mario Bonnard.